# Ginette Lavack
Ginette Lavack  est une femme politique canadienne du Manitoba. Elle est députée fédérale libérale de la circonscription manitobaine de Saint-Boniface—Saint-Vital depuis 2025.
Elle était directrice du Centre culturel franco-manitobain.